# 알베르토 자케로니
알베르토 자케로니(이탈리아어: Alberto Zaccheroni, 1953년 4월 1일 ~ )는 이탈리아의 축구 감독이다.
차케로니는 선수 시절대 부상으로 일찍 은퇴하였고, 30세때부터 지도자의 길을 걸어 왔으며, AC 밀란을 1998-1999 시즌 세리에 A 우승팀으로 이끌었다.
그가 일본 축구 국가대표팀에서 감독으로 활동할 때 일본에서는 주로 그의 애칭인 자크(Zac Japan, ザック 잣쿠[*])라는 이름을 많이 쓰고 있으며, 그가 맡고 있는 일본 축구 국가대표팀에서는
자케로니 재팬(Zaccheroni Japan, ザッケローニジャパン 잣케로니 쟈판[*]) 또는 자크 재팬(Zac Japan, ザックジャパン 잣쿠 쟈판[*])이라고 불렸다.

## 감독 시절

### 일본 축구 국가대표팀 감독
연봉 약 2억 엔으로 오카다 다케시의 후임으로 일본 축구 국가대표팀 감독에 선임되었으며, 2010년 10월 8일 일본 대표팀 데뷔 경기에서 아르헨티나를 꺾었다. 2011년 AFC 아시안컵에서는 조별 예선에서 요르단과 비긴 이후 시리아, 사우디아라비아를 누르면서 일본을 8강전에 진출시켰으며 8강전에서 카타르, 준결승전에서 대한민국, 결승전에서 오스트레일리아를 연달아 격파하면서 일본에 아시안컵 4회 우승을 안겨주었다.
2013년 동아시아선수권대회에서도 1차전에서 중국과 비긴 뒤 오스트레일리아와 대한민국을 차례로 연파하며 2승 1무의 성적을 거둬 일본 사상 첫 동아시아선수권대회 우승을 차지하였다. 이후 2013년 컨페더레이션스컵에서 일본은 브라질, 이탈리아, 멕시코와 함께 A조에 속했다. 1차전에서 일본은 개최국이자 전 대회 우승팀인 브라질을 상대로 무기력한 경기 끝에 0:3으로 패했다. 2차전에서는 이탈리아를 상대로 놀라운 경기력을 선보이며 선전했으나 3:4로 석패하였다. 3차전에서도 멕시코를 맞아 1:2로 패하며 3전 전패를 기록하고 말았다. 이후 우루과이, 세르비아, 벨로루시 등과의 평가전에서 잇달아 패배하면서 경질 여론이 확산되었다.
이후 11월 유럽 원정 평가전에서 네덜란드를 상대로 좋은 경기력을 보이며 2:2 무승부를 거뒀고 다음 상대인 신흥 강호 벨기에와의 경기에서 3:2로 승리하며 경질 여론을 불식시켰다. 이후 치른 평가전에서 계속된 승리를 거두며 2014년 FIFA 월드컵을 기대하게 하였다.
2014년 FIFA 월드컵에서 일본은 콜롬비아, 그리스, 코트디부아르와 함께 C조에 속했다. 잇단 평가전의 승리로 일본 축구 국가대표팀에 대한 기대가 높아져 있었다. 그러나 1차전 코트디부아르와의 경기에서 혼다 케이스케의 선제골로 앞서가고도 후반전에 디디에 드로그바가 교체 투입되어 들어오면서 급격하게 흐름을 잃었고 결국 1:2로 역전패를 하며 불안한 출발을 하였다. 2차전 그리스와의 경기에서는 전반 38분에 그리스의 주장 코스타스 카추라니스가 퇴장 당해 수적 우세를 점했음에도 불구하고 헛심 공방 끝에 0:0으로 비겨 더욱 위태로워졌다. 3차전에서 반드시 콜롬비아를 2골 차 이상으로 꺾고 그리스가 코트디부아르를 잡아주어야 16강에 진출하는 상황이었으나 고질적인 골 결정력을 극복하지 못하고 오히려 후보 선수를 대거 기용한 콜롬비아에 4골을 허용하며 1:4로 대패하고 말았다. 그는 대회 초 최소 4강을 자신했지만 결국 실언으로 끝나며 조 4위라는 처참한 성적표를 받아들게 되었다.
콜롬비아와의 경기가 끝난 후 그는 전술 실패에 대한 책임을 지고 일본 축구 국가대표팀 감독직을 사임하였다.
2016년 중국 슈퍼리그 베이징 궈안의 감독으로 부임하였다.